# Зограф Лонгин
Вижте пояснителната страница за други личности с името Лонгин.
Зограф Лонгин (на сръбски: Зограф Лонгин, * ок. 1530 в Хвосно, област Метохия, в Западно Косово, † края на 16 век) е йеромонах, художник, книжовник от Сръбската православна църква в манастир Ловница, последовател на Григорий Цамблак.
Негови рисунки и иконостаси са запазени във Велика Хоча (1576-1577) и Ловница (Ломница) (1578).
В Дечани той пише през 1596 г. Акатист св. Стефану Првомученику за живота на Св. Стефан Дечански (1285-1331).

### Превод на съвременен сръбски език
- Акатист светом првомученику Стефану, превел Димитрије Богдановић, ред. на превода Ђорђе Трифуновић и Димитрије Богдановић, в: Србљак 3, Београд, СКЗ, 1970, 435–481.